# Syrian TV
Syria TV (arabisch القناة الفضائية السورية; auch unter dem Namen „Syrian Satellite Channel“ bekannt) ist der syrische Staatssender, welcher 1995 auf Sendung ging.
Syria TV ist über Satellit in Syrien, Europa, Russland, China, Nordamerika und den arabischen Ländern zu empfangen.